# Піщана (Гомельський район)
Піщана (біл. Пясчаная) — колишнє село в Більшовицькій сільській раді у Гомельському районі Гомельської області Білорусі.

## Географія
У 3 км від залізничної станції Лазурна (на лінії Жлобин — Гомель), 13 км на північ від Гомеля.
На заході меліоративні канали, з'єднані з річкою Беличанка (притока річки Уза).

## Транспортна мережа
Дерев'яні житлові і господарські будівлі розташовані компактно біля місцевої дороги.

## Історія
Село Піщана засноване на початку 1920-х років переселенцями з сусідніх сіл на колишніх поміщицьких землях.
Знаходяться торфопідприємство «Більшовик», фельдшерсько-акушерський пункт.

## Населення
- 2004 — 5 господарств, 12 жителів.